# Prangins
Prangins (toponimo francese) è un comune svizzero di 4 062 abitanti del Canton Vaud, nel distretto di Nyon.

## Geografia fisica
Prangins è affacciato sul lago di Ginevra.

## Monumenti e luoghi d'interesse

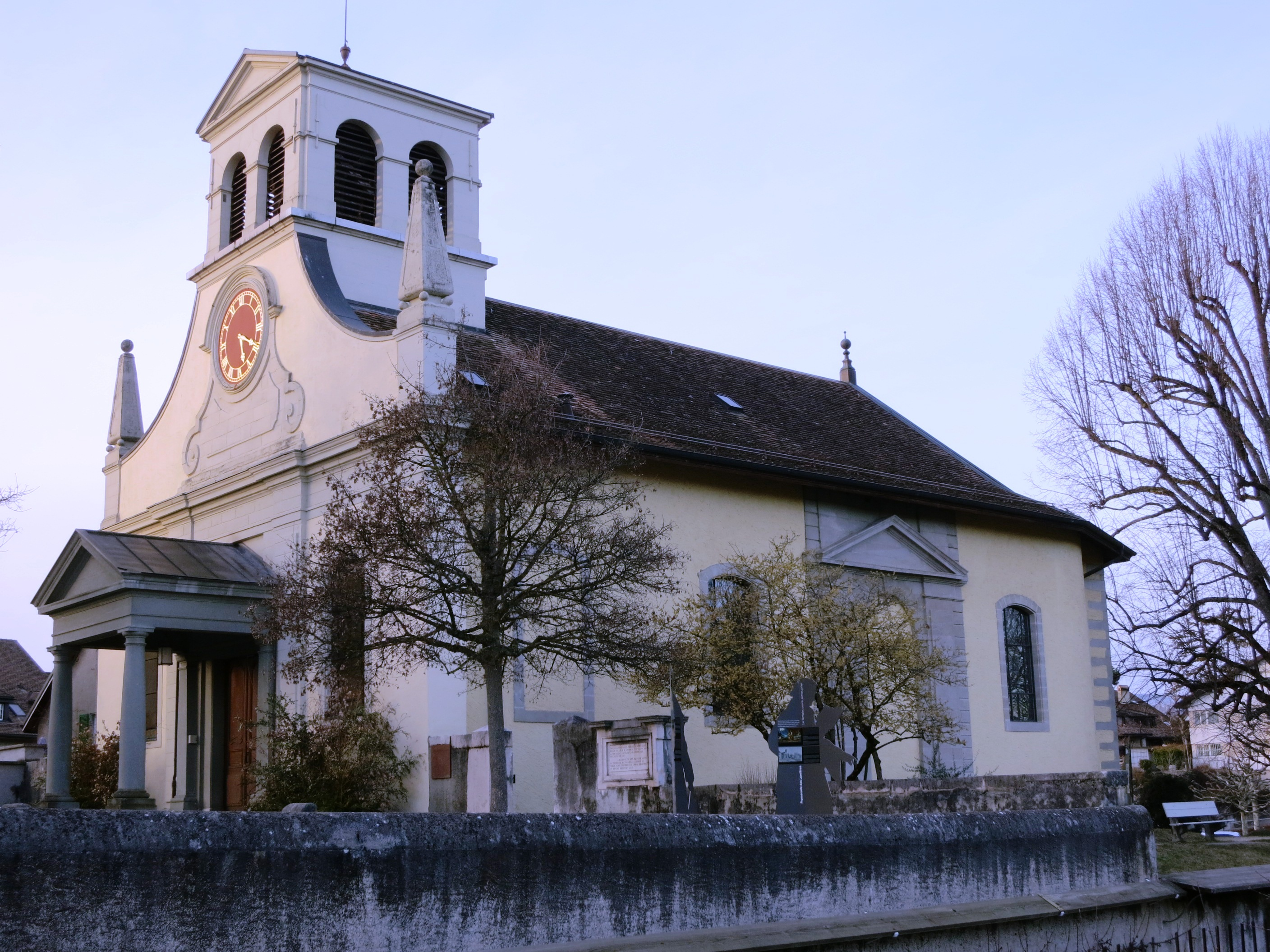
La chiesa di San Pancrazio

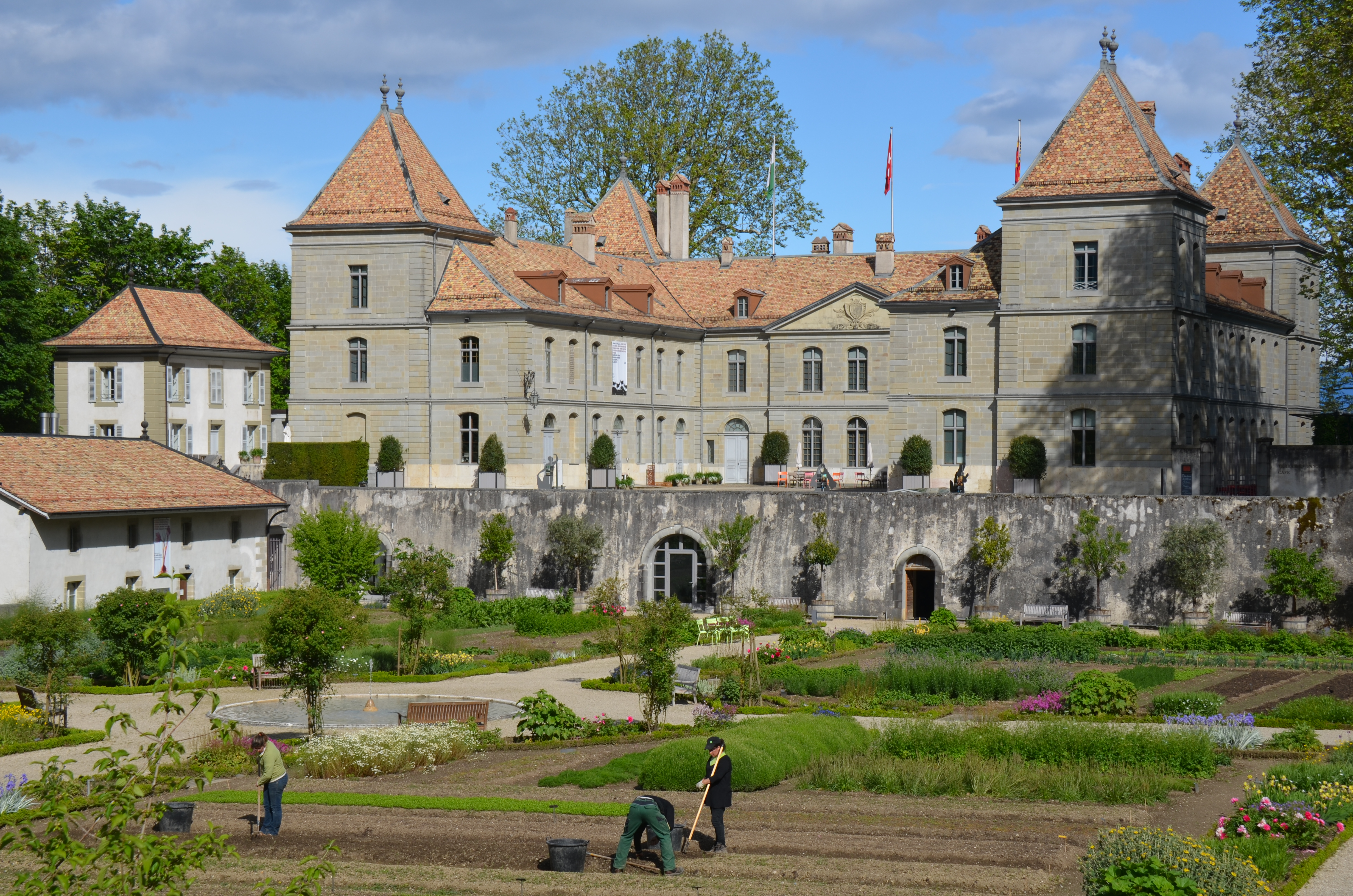
Il castello di Prangins

- Chiesa riformata di San Pancrazio, attestata dal 1236 e ricostruita nel 1757-1761[1];
- Castello di Prangins, eretto nel 1732-1739, sede del Museo nazionale svizzero[1], inserito nella lista dei beni culturali d'importanza nazionale[senza fonte].

## Società

### Evoluzione demografica
L'evoluzione demografica è riportata nella seguente tabella:
Abitanti censiti

## Amministrazione
Ogni famiglia originaria del luogo fa parte del cosiddetto comune patriziale e ha la responsabilità della manutenzione di ogni bene ricadente all'interno dei confini del comune.